# Magnus Sture
Magnus Sture var en svensk riddare och riksråd.

## Biografi
Magnus Sture var son till riddaren och riksrådet Anund Sture och Katarina Näskonungsdotter. Han nämndes första gången 21 februari 1346 och var då riddare. Sture tillhörde 1358 Magnus Erikssons sida som var emot Erik Magnusson. Han tillhörde 1371 Håkan Magnussons sida som var emot Albrekt av Mecklenburg. Magnus Sture nämns sista gången 14 oktober 1391.
Han var liksom fadern bofast i Västergötland, Han synes redan 1358 ha haft plats i riksrådet. I striden mellan Magnus Eriksson och mecklenburgarna stod han troget på den förres sida ända till 1371 års förlikning.   

### Familj
Sture var troligen före 21 februari 1356 gift med Karin Algotsdotter (Algotssönernas ätt), dotter till riddaren Algot Magnusson (Algotssönernas ätt) och Mekthild Lydersdotter (van Kyren). De fick tillsammans barnen riddaren och riksrådet Algot Magnusson (Sture) (död 1426) och Ingegerd Magnusdotter som var gift med Bengt Vipa, Per Eriksson och Klaus Snakenborg.